# Codas
Coudes és un municipi francès del departament del Puèi Domat i la regió d'Alvèrnia-Roine-Alps.